# Juan María Guelbenzu
Pour les articles homonymes, voir Guelbenzu.
Juan María Guelbenzu Fernández (Pampelune - Navarre, 27 décembre 1819 — Madrid, 8 janvier 1886), est un pianiste et compositeur espagnol.

## Biographie
Issu d'une famille de négociants en vins, il a étudié d'abord à Pampelune puis au Conservatoire de Madrid, où il a obtenu le prix de piano. Grâce à une bourse, il va à Paris, où il devient proche de Chopin, Thalberg et Liszt. En 1841, il remplace Pedro Albéniz comme organiste à la Chapelle royale de Madrid (es) et plus tard il devient professeur de piano de l'infante Marie-Isabelle et de ses sœurs. Il a joué un rôle important dans les concerts qui ont été organisés au Palais à cette époque.
Il a travaillé au développement de la musique symphonique en Espagne et à la promotion de la musique allemande. Le 13 novembre 1844, il a joué avec Franz Liszt un concerto à quatre mains au Teatro del Príncipe (es), actuel Teatro Español de Madrid. Il est également entré en contact avec le compositeur Mikhaïl Glinka lors de son passage dans la capitale espagnole, ainsi que le témoigne sa bibliothèque, qui contient un important fonds de compositions du musicien russe. Il a fondé en 1863 la Sociedad de cuartetos de Madrid avec Jesús de Monasterio, dont il a été le pianiste habituel.
Il a eu également une carrière non négligeable de compositeur, s'intégrant au mouvement rénovateur qui commence avec le romantisme et se termine avec le nationalisme musical espagnol. Il utilise avec assiduité le zortziko et la jota comme formes musicales favorites. On peut citer parmi ses œuvres des pièces intimistes pour le piano, comme En la cuna (Canto para mi hijo) ou Romanza sin palabras.
Il a été membre de la section de Musique de la Real Academia de Bellas Artes de San Fernando. Le roi Alphonse XII lui a accordé la Grand Croix de l'Ordre d'Isabelle la Catholique, et le roi du Portugal la Croix de l'Ordre de l'Immaculée Conception de Vila Viçosa. Ses archives musicales sont conservées intégralement à la Bibliothèque nationale d'Espagne.
À sa mémoire, on a donné son nom à une rue de Pampelune, sa ville natale.